# Malicska
Malicska (horvátul: Malička) falu Horvátországban, Sziszek-Monoszló megyében. Közigazgatásilag Topuszkához tartozik.

## Fekvése
Sziszektől légvonalban 46, közúton 61 km-re délnyugatra, községközpontjától légvonalban 10, közúton 13 km-re nyugatra, az úgynevezett Báni-végvidéken, a Kordun területén, a Petrova gora keleti lejtői alatt, a Topuszkáról Vrginmostra vezető út mellett, Perna és Blatuša között fekszik.

## Története
Területe a 11. század végétől magyar-horvát királyok uralma alatt volt. 1097-ben a település felett fekvő Petrova gora hegységben vívott csatában győzte le Könyves Kálmán serege Svačić Pétert az utolsó horvát királyt. A hagyomány szerint a hegység neve is az ő emlékét őrzi. A 13. század elején a közeli Topuszkán II. András magyar király cisztercita apátságot alapított. Malicskának is volt már temploma a középkorban, melynek a helye is ismert. A 16. században ezt a vidéket is egyre többször érték török támadások, majd 1556-ban az Oszmán Birodalom több évszázadra megszállta a területét. A középkori falu és temploma az 1593 és 1699 között dúlt török háborúkban pusztult el. A karlócai békével ez a terület is felszabadult a török megszállás alól, majd a Katonai határőrvidék része lett. A 17. század végétől a hódoltsági területekről nagy számú szerb lakosság érkezett és telepedett le itt. Az első telepesek 1696 körül érkeztek. Az 1768-as összeírás szerint 21 háztartása volt a településnek.
A katonai közigazgatás 1881-ig tartott. Ezután Zágráb vármegye Vrginmosti járásának része volt. A településnek 1857-ben 329, 1910-ben 422 lakosa volt. 1918-ban a Szerb-Horvát-Szlovén Királyság, majd 1929-ben Jugoszlávia része lett. A lakosság  szerb nemzetiségű volt. 1941 és 1945 között a falu a Független Horvát Állam része volt. A szerb lakosságból sokan csatlakoztak a partizán egységekhez. A háború négy éve alatt a harcokban és a megtorlások során 115 malicskai lakos esett el, illetve esett áldozatul. Közülük 28-an a harcokban estek el, 55 lakost az ellenséges erők gyilkoltak meg, 32-en pedig a pusztító tífuszjárvány áldozatai lettek. 49 ház, a lakóépületek 68 százaléka vált a háborús pusztítás martalékává. A délszláv háború idején 1991-ben a település lakossága a szerb erőket támogatta. A horvát hadsereg a Vihar hadművelet keretében 1995. augusztus 7-én foglalta el települést. A szerb lakosság elmenekült, de később egy részük visszatért. A háború után elkezdődött az újjáépítés, az élet úgy-ahogy normalizálódott. A településnek 2011-ben 43 lakosa volt.

## Lakosság
| Lakosság változása | Lakosság változása | Lakosság változása | Lakosság változása | Lakosság változása | Lakosság változása | Lakosság változása | Lakosság változása | Lakosság változása | Lakosság változása | Lakosság változása | Lakosság változása | Lakosság változása | Lakosság változása | Lakosság változása | Lakosság változása |
| ------------------ | ------------------ | ------------------ | ------------------ | ------------------ | ------------------ | ------------------ | ------------------ | ------------------ | ------------------ | ------------------ | ------------------ | ------------------ | ------------------ | ------------------ | ------------------ |
| 1857               | 1869               | 1880               | 1890               | 1900               | 1910               | 1921               | 1931               | 1948               | 1953               | 1961               | 1971               | 1981               | 1991               | 2001               | 2011               |
| 329                | 330                | 314                | 377                | 362                | 422                | 431                | 397                | 325                | 305                | 254                | 214                | 161                | 129                | 48                 | 43                 |

## Nevezetességei
A falu középkori templomának maradványai.
A Petrova gora tetején, a Veliki Petrovacon egy pálos kolostor állt, Szent Péternek szentelt templomával. Az 1303-ban alapított épületegyüttes Horvátország egyik legrégebbi pálos kolostora volt. A történelmi dokumentumok szerint a pálos kolostor teljes egészében 1328-ra épült fel, a török invázió során megsemmisült. Az egykori pálos birtokot a katonai hatóságok vették birtokba, a templomtornyot őrtoronnyá alakították át, a kolostort pedig laktanyának használták. A 17. században a régi templom helyén és anyagából falazott loggiát építettek, amely az alsó részén falazott volt, míg a felépítménye fából volt. A katonai igazgatás megszüntetése után a katonák elhagyták Petrovacot. Mára ár csak a kolostor alapfalai és a várárok látható belőle.